# Fritjof Lager
Karl Fritjof Lager, född 1 oktober 1905 i Berga socken, Småland, död 22 februari 1973 i Hägersten (kyrkobokförd i Helsingborgs Gustav Adolfs församling), var en svensk politiker (kommunist) och tidningsman. Lager var riksdagsledamot (andra kammaren 1946–1952, första kammaren 1962–1965), ledamot av Stockholms stadsfullmäktige 1946–1950, samt partisekreterare 1933–1937 och 1948–1951.

## Biografi

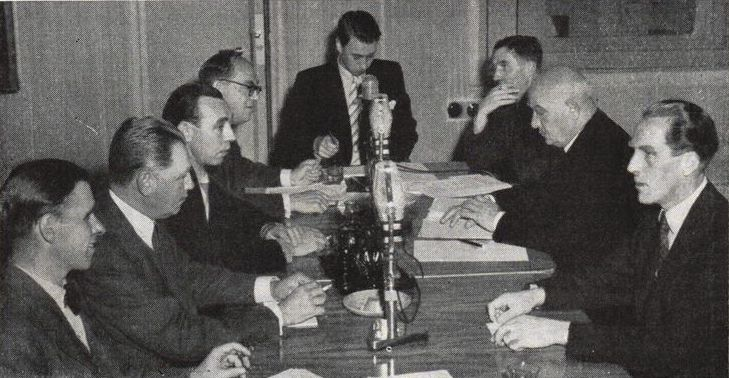
Fritjof Lager (trea fr. v.) under en radiosänd utfrågning av statsminister Per Albin Hansson 1946.

Föräldrar var lantbrukarparet Ida (född Andersson) och Johan Lager. Lager började arbeta tidigt, bland annat i torvmossar 1918–1920. Han gick ett läsår 1918–1919 i realskola, men arbetade därefter några år som springpojke. År 1921 började Lager som sättarlärling på tidningen Smålänningen i Ljungby tills han fick avsked 1926 och studerade därefter på Brunnsviks folkhögskola.
Lager var tidigt engagerad i den typografiska fackverksamheten liksom den kommunistiska ungdomsrörelsen i Ljungby. Våren 1924 anslöt han sig till Sveriges kommunistiska parti, och följde vid den s.k. andra sprängningen samma år den Kominterntrogna majoriteten under ledning av Karl Kilbom. Efter den tredje partisprängningen 1929 följde Lager åter den Kominterntrogna falangen, nu under ledning av Hugo Sillén, och i egenskap av sekreterare i ungdomsförbundet fick han omedelbart efter sprängningen ett säte i det omorganiserade partiets centralkommitté. Han knöt inom kort nära personliga förbindelser med ledande medlemmar som Sven Linderot, Gustav Johansson och Hugo Sillén.
1930-talets första år ägnade Lager åt organiseringsarbete inom partiets distrikt i Stockholm och Skåne, och under längre perioder under mellankrigstiden studerade han vid Internationella Leninskolan i Moskva. 1930 dömdes han till ett kortare fängelsestraff för utdelning av antimilitaristiska flygblad i Göteborg. Vid partiets nionde kongress 1933 valdes Lager till partisekreterare, och strax därefter även till ledamot av arbetsutskottet (AU). Han fick också huvudansvaret för kontakterna med de politiska emigrantgrupperna i Europa. Lager var under 1930- och 40-talen en ivrig anhängare av den av Komintern påbjudna folkfrontspolitiken, vilken han öppet anslöt sig till såväl i centralkommittén som på den tionde kongressen 1936. I en tidningsartikel från 1945 talade Lager om den fredliga vägen till socialismen som ett möjligt alternativ. 
1938 avgick Lager som partisekreterare och övergick till posten som redaktionssekreterare för partiorganet Ny Dag. Det antikommunistiska klimatet i Sverige under andra världskriget drabbade Lager personligen, och i egenskap av ansvarig utgivare för Ny Dag satt han fängslad vid Långholmen under några månader hösten 1940. Fängelsetiden avlöstes av militärtjänstgöring 1940–1941, och efter krigsslutet 1945 återkom Lager som redaktionschef för tidningen. Hösten 1946 kom han in som riksdagens andra kammare efter Set Persson, som tagit kommunisternas första borgarrådspost i Stockholm efter det framgångsrika kommunalvalet 1946.
Efter kriget övertog Lager även Sven Linderots roll som partiets internationella ambassadör, då denne tycks ha velat markera en större självständighet än tidigare gentemot de internationella kommunistpartierna. 1947–1949 besökte han Prag fyra gånger, och fram till 1960-talets slut gjorde han talrika resor till Tjeckoslovakien, Östtyskland och Sovjetunionen men även vid några tillfällen till Polen, Rumänien och Kina. Vid Sovjetunionens kommunistiska partis tjugonde partikongress 1956, då Nikita Chrusjtjov fördömde Josef Stalins styre, hörde Lager till de utländska gästerna. Hans internationella arbete gjorde att Lager under 1950-talet mer än någon annan fick personifiera partiets Moskvaanknytning i den borgerliga pressen. Som ordförande i Stockholms kommunistiska arbetarkommun från 1951 ägnade han sig även åt politisk verksamhet på det lokala planet, och i pamfletten Den försummade ytterstaden: ett Stockholmsproblem från 1954 tog Lager, som själv var bosatt i Hägersten, upp problem som först på senare tid tagit plats i den allmänna debatten, såsom sambandet mellan avfolkningen av innerstaden och bristande service, dåliga kommunikationer, höga hyror och sociala problem i de nya förorterna.
Under hela sin politiska karriär verkade Lager främst som organisatör samt skribent och agitator. Han var en av partiets bästa talare, och övertog som redaktionschef en stor del av Ny Dags faktiska redaktions arbete. Lagers gammelkommunistiska hållning och hans nära förbindelser med de styrande internationella kommunistiska partierna förenades dock inte särskilt väl med den nya partiordföranden C.-H. Hermanssons eurokommunistiska och mer internationellt inriktade linje från 1964. Våren 1965 lämnade Lager sin riksdagsplats, och vid partikongressen 1967 sina funktioner i partiledningen. Fritjof Lager är gravsatt vid Krematoriet i Helsingborg.

### Redaktörskap
- Folkviljan. Stockholm: Inapress. 1945-1949. Libris 3154176
- Ny dag. Stockholm. 1945-1949. Libris 410782
- Bidrag till partihistoria. Stockholm: Utg. 1972. Libris 786202

## Fotnoter
1. ↑  Sveriges Dödbok 1901–2009, DVD-ROM, Version 5.00, Sveriges Släktforskarförbund (2010).
2. ↑  Gogman, Lars (2015). ”De svenska kommunisternas kaderarkiv”. Arbetarhistoria 2015(39):1/2(=153/154),:  sid. 44. 0281-7446. ISSN 0281-7446. Libris 18241816
3. ↑  Björlin, Lars (1993). Guldet fra Moskva - Finansieringen af de nordiske kommunistpartier 1917-1990. sid. 260
4. ↑  ”K Fritjof Lager”. Svenskt biografiskt lexikon. Arkiverad från originalet den 2 februari 2017. https://web.archive.org/web/20170202004625/https://sok.riksarkivet.se/sbl/Presentation.aspx?id=10829. Läst 22 januari 2017.
5. ↑  ”Lager, Karl Fritiof”. SvenskaGravar.se. https://www.svenskagravar.se/gravsatt/2b9c1d9f-bd1b-4814-8028-f906fd40be1e. Läst 15 juni 2023.